# توماس بومان (سياسي)
توماس بومان هو سياسي أمريكي، ولد في 25 مايو 1848، وتوفي في 1 ديسمبر 1917 في كونسيل بلوفس في الولايات المتحدة. نشط حزبياً في الحزب الديمقراطي. وقد انتخب عضو مجلس النواب الأمريكي ‏.